# Byträsket (Nederkalix socken, Norrbotten, 732995-182519)
Byträsket är en sjö i Kalix kommun i Norrbotten och ingår i Kalixälvens huvudavrinningsområde. Sjön har en area på 0,111 kvadratkilometer och ligger 32,1 meter över havet. Sjön avvattnas av vattendraget Båtbäcken.

## Delavrinningsområde
Byträsket ingår i det delavrinningsområde (733055-182525) som SMHI kallar för Mynnar i Kalixälvens vattendragsyta. Medelhöjden är 42 meter över havet och ytan är 2,77 kvadratkilometer. Räknas de 3 avrinningsområdena uppströms in blir den ackumulerade arean 16,5 kvadratkilometer. Båtbäcken som avvattnar avrinningsområdet har biflödesordning 2, vilket innebär att vattnet flödar genom totalt 2 vattendrag innan det når havet efter 17 kilometer. Avrinningsområdet består mestadels av skog (88 procent). Avrinningsområdet har 0,11 kvadratkilometer vattenytor vilket ger det en sjöprocent på 4 procent.